# Dronavalli Harika
Dronavalli Harika (Guntur, Andhra Pradesh; 12 de enero de 1991) es una Gran Maestra Internacional. Dronavalli Harika poco a poco llegó a la fama ganando el Campeonato Mundial de Ajedrez de la Juventud en las categorías femeninas sub-14 y sub-18. En 2011 ganó el Campeonato de Ajedrez Asiático Individual de Mujeres. Su entrenador personal es N.V.S. Raju. Dronavalli Harika ganó el título de Gran Maestro en julio de 2011. Vladimir Kramnik, Judit Polgar y Viswanathan Anand son sus héroes en el ajedrez.

## Trayectoria

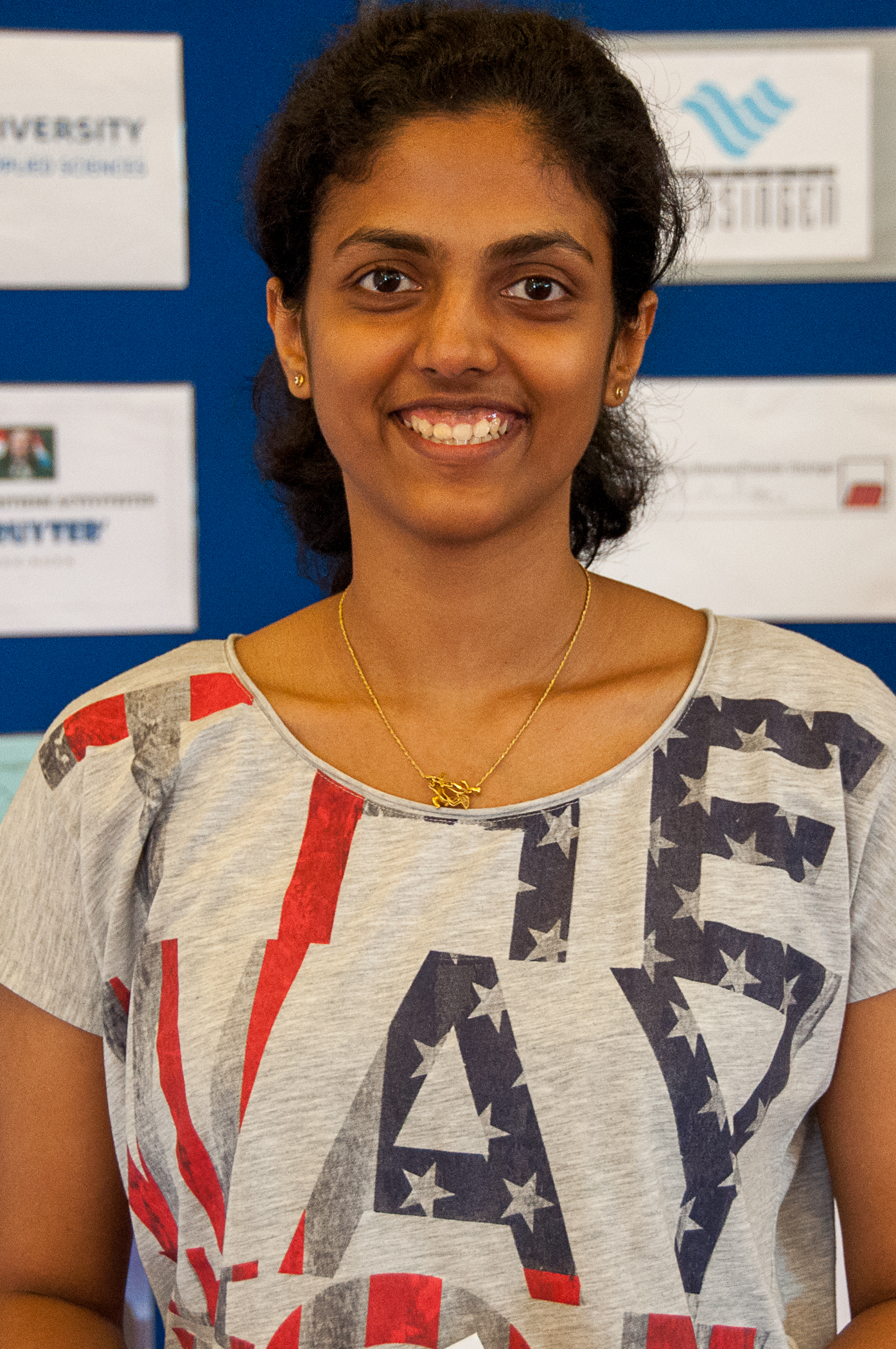
Dronavalli Harika en 2012.

Los principales logros conseguidos por Dronavalli Harika son los siguientes:
- Campeonato de la Mujer de la Commonwealth tres ocasiones, en 2006, 2007 y 2010.
- Ha ganado tres títulos del Campeonato Mundial de Ajedrez de la Juventud. En 2004, ganó las Damas Sub-14 en Heraclión, Grecia, y en 2006, ganó el Damas Sub-18 en Batumi, Georgia.
- En 2008 ganó el título de la Chica en el Campeonato mundial juvenil de ajedrez en Gaziantep, Turquía, ganando con un punto de diferencia.
- Fue galardonada con el Premio de Arjuna en 2007.
- Fue la mujer líder del torneo de 2008 del Festival de Ajedrez de Gibraltar.
- Ganó la medalla de bronce en los Juegos Asiáticos de 2010 en el evento del rápido individual de la mujer.[3]
- Llegó a los cuartos de final del Campeonato Mundial de Ajedrez de la Mujer de 2010.[4]
- Se convirtió en la segunda mujer de la India —tras Koneru Humpy— en lograr el título de Gran Maestra Internacional al mismo nivel de los hombres.[5]
- Llegó a las semifinales del Campeonato Mundial de Ajedrez de la Mujer de 2012, pero perdió frente a Antoaneta Stefanova.